# Beythe András
Kői Beythe András (Sárvár, 1564. október 18. – Németújvár, 1599) református prédikátor.

## Élete
Beythe István protestáns püspök fia. Batthyány Ferenc gróf nevelője volt Németújváron, később pap lett ugyanott. Élete vége felé Surányban volt prédikátor.
Botanikai érdeklődését valószínűleg apja és Carolus Clusius közös tudományos tevékenysége keltette fel. Manlius János németújvári tipográfiájában Füveskönyvet adott ki (1595), ebben nagyrészt Méliusz Juhász Péter Herbáriumának (1578) és az olasz Matthiolusnak növényleírásait, a növények magyar neveit pedig apja könyvéből vette át.

## Munkái
- Fives Könüv. Fiveknek és faknac nevökröl, termezetökröl es hasznokrul irattatot es szöröztetöt Magar nyeluön az fö Doctoroknak es termeszet tudo orvosoknak Dioscoridesnek es Matthiolusnak bölts iratokbul Beythe Andras altal (Németujvár, 1595)
  - Fives könüv. Fiveknek és faknac nevökröl, termezetökröl es hasznokrul. Irattatot Dioscoridesnek es Matthiolusnak irasokbul Beythe Andras altal; hasonmás kiad.; DE ATC, Debrecen, 2003
  - Fives könüv. Fiveknek és faknac nevökröl, termezetökröl es hasznokrul. Irattatot Dioscoridesnek es Matthiolusnak irasokbul Beythe Andras altal; hasonmás kiad.; Kossuth, Bp., 2006 (Amor librorum)

Két teljes példánya a budapesti Egyetemi Könyvtár és a Magyar Nemzeti Múzeum könyvtárába került.
Levele Reczés János, Thokoics György és Klaszekovich István esperesekhez a Sárospataki Füzetekben (1861. 433.).